# 삿쓰루역
삿쓰루역(일본어: 札弦駅)은 일본 홋카이도 샤리 군 기요사토정에 위치한 홋카이도 여객철도 센모 본선의 철도역이다. 단선 승강장 1면 1선의 구조를 갖춘 지상역이다.

## 역 주변
- 삿쓰루 베니야 공장

## 역사
- 1929년 11월 14일 : 일본국유철도의 삿쓰루역으로 개업. 일반역.
- 1956년 4월 10일 : 삿쓰루역으로 개칭.
- 1963년 1월 15일 : 삿쓰루 베니야 공장 전용선 부설.
- 1982년 9월 10일 : 화물 취급 폐지.
- 1984년 2월 1일 : 소화물 취급 폐지.
- 1986년 11월 1일 : 역무원 배치 종료. 간이 위탁화.
- 1987년 4월 1일 : 일본국유철도 분할 민영화에 의해, 홋카이도 여객철도가 승계.
- 1992년 4월 1일 : 간이 위탁 폐지, 완전 무인화.

## 인접 역
| 홋카이도 여객철도 센모 본선   | 홋카이도 여객철도 센모 본선 | 홋카이도 여객철도 센모 본선   |
| ----------------------------- | --------------------------- | ----------------------------- |
| B 69 기요사토초 아바시리 방면 | ■ 센모 본선                 | 미도리 B 67 히가시쿠시로 방면 |